# Uperoleia micromeles
Az Uperoleia micromeles a kétéltűek (Amphibia) osztályának békák (Anura) rendjébe, a Myobatrachidae családba, azon belül az Uperoleia nembe tartozó faj.

## Előfordulása
Ausztrália endemikus faja. Csak az Északi területen található Tanami-sivatagban és a szomszédos Nyugat-Ausztrália állam száraz északkeleti területein ismert.  Elterjedési területének mérete nagyjából 46 900 km².

## Megjelenése
Közepes termetű békafaj, testhossza elérheti a 4 cm-t. Háta halványbarna vagy szürke, apró fekete foltokkal és élénk narancssárga pettyekkel. A száj szélén egy kis fehér vagy élénk narancssárga folt található. A karok felső részén gyakran élénk narancssárga foltok láthatók. Hasa fehér. Pupillája vízszintes elhelyezkedésű, a szivárványhártya aranyszínű. Mellső lábainak ujjai között nincs úszóhártya, a hátsók enyhén úszóhártyásak, ujjai végén nincsenek korongok. A vállakon látható lévő parotoid mirigyek nagy méretűek, élénk narancssárga foltokkal.

## Életmódja
A peték, az ebihalak és a fejlődési idő nem ismertek, de valószínűleg hasonlóak más Uperoleia fajokéhoz. Valószínűleg nyártól őszig a csapadékos évszakban, heves esőzések után szaporodik.

## Természetvédelmi helyzete
A vörös lista a nem fenyegetett fajok között tartja nyilván. Populációja stabil, több természetvédelmi területen is megtalálható.